# Parti uni des travailleurs (Sainte-Lucie)
Pour les articles homonymes, voir Parti uni des travailleurs.
Le Parti uni des travailleurs (UWP) ((en) : United Workers Party) est un parti politique conservateur de Sainte-Lucie fondé en 1964 et membre de l'Union démocrate caribéenne. Il est actuellement dirigé par Allen Chastanet. Il est l'un des deux partis représentés au parlement, l'autre étant le Parti travailliste.

## Historique
Le Parti uni des travailleurs a été fondé par John Compton peu avant les élections générales de juin 1964 quand le Parti populaire progressiste (en), fondé en 1950, fusionne avec des membres issus du Parti travailliste de Sainte-Lucie qui était alors majoritaire au Parlement de Sainte-Lucie. L'UWP remporte les élections de 1964, et John Compton devient alors Chief Minister de Sainte-Lucie et commence à préparer l'indépendance d'avec le Royaume-Uni. L'UWP perd ensuite les élections de 1979 qui suivent l'indépendance complète de Sainte-Lucie.
Après trois ans dans l'opposition, l'UWP revient au pouvoir, toujours sous la direction de John Compton jusqu'en 1996, puis de Vaughan Lewis pendant un an. L'UWP a remporté les deux élections législatives, celles de 1987 et celle de 1992, mais est battu en 1997 par le Parti travailliste de Sainte-Lucie dirigé par Kenny Anthony.
En 2006, après deux défaites en 1997 et 2001, l'UWP revient une troisième fois au pouvoir, toujours dirigé par John Compton. À la mort de ce dernier, en 2007, c'est Stephenson King qui devient le nouveau leader du parti et le sixième Premier Ministre de Sainte-Lucie, mais il est battu en 2011 par Kenny Anthony et le Parti travailliste de Sainte-Lucie.
Lors des élections législatives de 2016, l'UWP revient au pouvoir sous la direction d'Allen Chastanet. Après cinq ans au pouvoir, le parti est battu lors des élections de juillet 2021 et retourne dans l'opposition face au gouvernement travailliste de Philip Pierre.

## Personnalités
- John Compton, fondateur et président de la création en 1964 à 1996, puis de 1997 à 2007 (année de sa mort).
- Vaughan Lewis, président de 1996 à 1997.
- Stephenson King, président de 2007 à 2013
- Allen Chastanet, actuel président (depuis 2013).